# Huan (Terre du Milieu)
Pour les articles homonymes, voir Huan.
Huan est un chien dans le légendaire de l'écrivain britannique J. R. R. Tolkien. Il apparaît notamment dans le roman Le Silmarillion. Huan est un grand chien de chasse de la taille d'un petit cheval.

## Histoire
Huan fut donné à Celegorm, un des fils de Fëanor, par le Valar Oromë. Huan accompagnait Celegorm à la chasse. Il possédait des pouvoirs spéciaux, tel celui de pouvoir parler à trois reprises. Il fut aussi prophétisé qu'il ne mourrait qu'après avoir combattu le plus grand loup ayant jamais existé. Quand les Ñoldor se rebellèrent sous l'égide de Fëanor, Huan vint en Terre du Milieu avec son maître.
Huan fut impliqué dans la quête des Silmarils dans laquelle Beren essaya de récupérer un Silmaril de Morgoth le  noir ennemi du monde. Quand Beren quitta Lúthien pour aller à Angband avec Finrod Felagund, il fut capturé et emprisonné à Tol-in-Gaurhoth et Lúthien décida de se porter à son secours. Dans son périple pour aller secourir Beren, elle fut interceptée par Celegorm et Curufin — qui vivaient alors à Nargothrond — pendant qu'ils chassaient. Huan sentit Lúthien et la captura pour la porter devant Celegorm. Ce dernier et Curufin ne révélèrent pas à Lúthien qu'ils avaient envoyés Beren à une mort certaine donnée par Sauron, et l'emprisonnèrent à Nargothrond pour « sa propre protection », ourdissant en secret un mariage entre Lúthien et Celegorm, forçant ainsi une alliance avec Thingol, le père de Lúthien.
Huan se prit de pitié pour Lúthien et la libéra. Parlant pour la première fois, il lui indiqua un chemin pour s'échapper et l'accompagna finalement à Tol-in-Gauroth où il tua tous les loups de Morgoth jusqu'à l'apparition de Sauron lui-même qui prit la forme du plus grand loup ayant jamais existé. Huan put quand même battre Sauron et ce dernier fut forcé de s'enfuir. Une fois ceci accompli, Huan retourna près de son maître. 
Beren, libéré, et Lúthien retournèrent à Doriath où ils rencontrèrent Celegorm et Curufin, ces derniers ayant été exilés de Nargothrond par Orodreth. Curufin tenta de tuer Lúthien mais Huan se retourna contre son maître et défendit Beren et Lúthien. Parlant pour la seconde fois, Huan expliqua à Beren et Lúthien son plan pour entrer à Angband. Il tua et rapporta les corps du loup Draugluin et de la chauve-souris Thuringwethil (messagère de Sauron). Grâce à la magie, Beren et Lúthien revêtirent l'apparence des deux bêtes et allèrent à Angband déguisés sous ces formes. Huan les quitta pour aller chasser.
Beren et Lúthien s'emparèrent du Silmaril, mais Beren perdit sa main que dévora Carcharoth, le plus grand des loups de Morgoth, gardien des portes d'Angband. Huan rejoignit alors Beren, Thingol, Beleg Cúthalion et Mablung afin de chasser le grand loup. Huan et Beren parvinrent à tuer Carcharoth, mais Huan fut mortellement blessé. Parlant pour la troisième et dernière fois, il donna à Beren et Lúthien un dernier adieu et mourut, en 466 P. A..

## Nom
Huan signifie « chien de meute ».

## Adaptations
Les histoires dans lesquelles Huan apparaît n'ont pas été adaptées à la télévision, au cinéma ou à la radio; Il a néanmoins inspiré les dessinateurs, comme Ted Nasmith.